# Stanley David Levison
Stanley David Levison (2 mai 1912 - 12 septembrie 1979) a fost un om de afaceri și avocat american din comunitatea evreiască newyorkeză, cunoscut pentru activismul lui în slujba cauzelor progresiste. A fost membru al Partidului Comunist din SUA (PCSUA) și s-a implicat în lupta pentru drepturi civile ale minorității de culoare în perioada dinaintea asasinării lui Martin Luther King, căruia i-a scris discursurile și orientat acțiunile pentru câștigarea opiniei publice de partea cauzei desegregaționiste. 
Levison a fost urmărit de F.B.I. atât în perioada în care a fost în conducerea PCSUA, cât și după, atunci când a continuat să fie un simplu membru antrenat activ doar în lupta mișcării pentru drepturi civile ale comunității afro-americane (poliția federală a inflitrat masiv mișcarea comunistă: în 1962, FBI avea 1500 de informatori membrii ai partidului comunist din SUA, adică un informator pe statele de plată ale FBI pentru fiecare 5,7 membrii de partid comunist - istoricul american David J. Garrow scria că "PCSUA este mai mult creația FBI decât a Moscovei"), conducerea F.B.I. (Hoover) din acea perioadă fiind convinsă că Uniunea Sovietică e implicată în sprijinul militanților antisegregaționiști ai lui Luther King, fapt care îl va duce pe Hoover la un război politic cu mișcarea de libertăți civile.

## Date biografice
Stan Levison a fost fiul lui Harry Dudley Levison, om de afaceri, și al Estherei Kirstein Levison. A avut un frate, Roy Bennett Levison. A studiat la Universitatea din Michigan, Universitatea Columbia și New School for Social Research, obținând o diplomă LL.B și una LL.M, ambele de la St John's University (ultima în 1938).
A fost un timp trezorier al filialei manhattaneze a "American Jewish Congress", strângător de fonduri pentru P.C.S.U.A., și a participat apoi la profesionalizarea activității de finanțare a tinerei mișcări de luptă pentru drepturile civile ale populației de culoare. A fost avocat în New York începând cu 1938, a lucrat apoi pentru concesiunile Ford și diverse alte companii din industrie, devenind la un moment dat un investitor pe piața imobiliară. În anii războiului a servit în Garda de coastă americană și a locuit până la moarte în cartierul bogat Yorkville, din Manhattan, New York.
Coretta King, văduva lui Martin Luther King Jr. spunea că "dacă puțini cunosc dimensiunea contribuțiilor lui Levison la mișcările municitorească, de drepturi civile și pacifistă, asta e doar pentru că acesta a fost un om modest, unul dintre cei mai mari eroi necunoscuți ai luptei nonviolente pentru dreptate și demnitate socială în America secolului al XX-lea."  A fost căsătorit cu Beatrice Merkin, logoped la "Northside Center for Child Development", cu care a avut un fiu, Andrew Levison, care trăiește în Atlanta.
Campion al tuturor cauzelor de stânga, Stanley David Levison a fost lung timp supravegheat de F.B.I., fapt care va conduce poliția federală și pe urmele militantului Martin Luther King, agenții luând astfel la un moment dat cunoștință despre afacerile extraconjugale ale leaderului de culoare, Martin Luther King (Jr.).